# Adrástos
Adrástos (řecky Ἄδραστος, latinsky Adrastus) je v řecké mytologii král v Argu, syn krále Talaa a jeho manželky Peró. Stal se velitelem vojska ve válce zvané Sedm proti Thébám.
Argos bylo staré, proslulé město. Jeho král Adrástos měl dcery Déipylu a Argeiu, takže se zeširoka sjížděli nápadníci královského původu. Král chtěl vybrat dobře ženichy, nechtěl si nikoho znepřáteli. Zeptal se v Delfské věštírně a dostal podivnou radu: „Zapřáhni do svého dvoukolého vozu kance a lva, co se perou v tvém domě“. Nevěděl si s věštbou rady, ale jednou zaslechl prudkou hádku dvou mužů a když vstoupil do místnosti, spatřil jednoho oděného lví kůží, to byl Polyneikés z Théb, a druhého kůží kančí, to byl Týdeus z města Kalydón. Oba byli královští synové a oba se stali manžely Adrástových dcer.
Oba byli silní muži a bojovníci, oba vyhnaní ze své domoviny – Týdeus pro vraždu příbuzných a Polyneikés byl vypuzen svým bratrem Eteoklem, který se s ním nechtěl dělit o vládu v Thébách. Oba přišli do Argu nejen získat nevěstu, ale také spojence pro svůj vítězný návrat domů.
Král Adrástos rozhodl, že prvním cílem budou bližší Théby. Město bylo otřeseno nedávnými událostmi, kdy král Oidipus naplnil starou věštbu tím, že nevědomky zabil vlastního otce Láia a stejně nevědomky se oženil s vlastní matkou, královnou Iokasté. Po prokázání hrozné viny Iokasté spáchala sebevraždu, Oidipus se oslepil a jeho lid i vlastní synové ho slepého a ubohého vyhnali ze země.
Po jeho odchodu se synové a jejich strýc Kreón dohodli, že bratři budou vládnout střídavě – každý jeden rok. Mocichtivý Eteoklés vládl první rok, avšak po jeho uplynutí se nechtěl vzdát moci, dokonce spolu se strýcem Polyneika vyhnali ze země. Ten zhrzený a uražený se vydal do Argu a požádal o útočiště a o pomoc. Král Adrástos jej vyslyšel, získal pro válečné tažení nejslavnější argejské hrdiny a shromáždil vojsko. Do války zvané Sedm proti Thébám se do čela armády postavili argejští: král Adrástos, Kapaneus, Hippomedón, Amfiaráos, Parthenopaios a zeťové krále Týdeus a Polyneikés.
Thébané tyto přípravy pečlivě sledovali a byli připraveni k obraně města s pevnými hradbami, v nichž bylo sedm pevných městských bran. Když vojsko přitáhlo, útočníci viděli, že město jen tak nedobudou. Adrástos obránce vylákal ven z hradeb a tam jim způsobil citelné ztráty. Nato se Thébané opět stáhli za brány a tam vytrvali. Adrástos své vojsko rozdělil, každý ze sedmi vůdců měl zaútočit na jednu z bran. Boj se však pro útočníky nevyvíjel dobře. První v boji zahynul Kapaneus, když se holedbal, že bránu prorazí i proti samotnému Diovi – za tu opovážlivost ho nejvyšší bůh Zeus srazil z hradeb bleskem. Padl Parthenopaios, i Týdeus i Hippomedón, válku měli rozhodnout thébští bratři, v souboji však zahynuli oba. Amfiáráos prchal z
bojiště na svém voze, thébští ho pronásledovali, prý zasáhli oštěpem mezi lopatky. Zeus však znovu udeřil bleskem a Amfiaráos i s vozem zmizel pod zemí. Tak se živý z bojů dostal jenom král Adrástos, který vyskočil na svého okřídleného koně Ariona a zmizel.
Tak neslavně skončila výprava proti Thébám. Město se pro tentokrát ubránilo, po deseti letech však už tolik štěstí nemělo. Potomci Sedmi proti Thébám, zvaní Epigoni, město dobyli, brány a hradby rozvalili.